# Arlenis Sosa
Arlenis Sosa, née Arlenis Sosa Peña le 7 mai 1989 en Monte Cristi est un mannequin dominicain. Elle a notamment défilé lors du défilé de Victoria's Secret, et est l'égérie de Lancôme depuis 2010.

## Biographie

### Jeunesse et débuts
Elle est née Arlenis Sosa Peña, dans la province de Monte Cristi, au nord-ouest de la République dominicaine. Elle déménage à New York[Quand ?] où elle termine l'école secondaire.
En 2006, elle remporte le concours Elite Model Look de République dominicaine. Elle est par la suite découverte alors qu'elle se promène avec sa famille. Un couturier la remarque et lui dit qu'elle pourrait devenir mannequin. En mars 2008, elle signa dans l'agence Marilyn Agency.

### Carrière
Deux semaines après avoir signé, Arlenis Sosa apparaît dans ses premiers éditoriaux de grands magazines tels que Vogue et Vogue Italia. Son premier défilé est pour la collection automne/hiver de la marque Banana Republic, puis le mois suivant pour Dior. Elle pose pour d'autres éditoriaux de Vogue et dans le numéro « All Black » de Vogue Italia,, ainsi que pour Interview et Harper's Bazaar. En septembre, elle ouvre et ferme le défilé d'Oscar de la Renta, et ouvre celui de Bottega Veneta. En novembre, elle défile aussi pour Victoria's Secret lors du Victoria's Secret Fashion Show 2008 (en).
En 2009, elle est photographiée par Terry Richardson pour le calendrier de Vogue Paris. Elle fait la couverture de i-D avec Jourdan Dunn, Sessilee Lopez (en) et Chanel Iman. Elle défile pour Diane von Fürstenberg, pour qui elle ferme, Donna Karan, Isaac Mizrahi, Jason Wu, Bottega Veneta, Michael Kors, Narciso Rodriguez, Oscar de la Renta et Tommy Hilfiger.
En 2010, elle est le premier mannequin noir à devenir l'égérie de Lancôme.
En 2012, elle fait la couverture de Be.
En 2013, elle interviewe Beverly Johnson pour le magazine Glamour.